# Desa Jayamekar (administrativ by i Indonesien, Jawa Barat, lat -6,95, long 107,99)
Desa Jayamekar är en administrativ by i Indonesien.   Den ligger i provinsen Jawa Barat, i den västra delen av landet, 150 km sydost om huvudstaden Jakarta.